# Crookham Village
Crookham Village is een civil parish in het bestuurlijke gebied Hart, in het Engelse graafschap Hampshire met 4037 inwoners.